# Hinnotefjellet
De Hinnotefjellet is een berg behorende bij de gemeente Lom in de provincie Oppland in Noorwegen. De berg, gelegen in Nationaal park Jotunheimen, heeft een hoogte van 2114 meter en behoort tot de hoogste toppen van Noorwegen. Circa 600 meter ten noordwesten van de berg ligt de Galdhøpiggen, de hoogste berg van Noorwegen.
De Hinnotefjellet is onderdeel van het gebergte Jotunheimen.